# Erycibe laurifolia
Erycibe laurifolia är en vindeväxtart som beskrevs av David Geoffrey Long. Erycibe laurifolia ingår i släktet Erycibe och familjen vindeväxter. Inga underarter finns listade i Catalogue of Life.